# ANT1
Antenna, более известный как ANT1 — греческий частный информационно-развлекательный телеканал.

## История
В 1988 году греческий предприниматель Минос Кириаку основал радиостанцию в Амарусионе, пригороде Афин, а несколько месяцев спустя получил лицензию на вещание в Салониках. 31 декабря 1989 началось телевизионное вещание ANT1, через месяц после запуска другого развлекательного телеканала - Mega Channel, с которым ANT1 борется до сих пор за первенство по численности аудитории. Начиная с 1989 года ANT1 эксклюзивно транслирует конкурс Мисс Греция.
Чтобы выделиться на фоне конкурентов, Минос Кириаку нанял продюсера, который начал быстро адаптировать самые популярные программы и телесериалы производства американских телеканалов. Канал быстро стал популярным в стране, удерживая бесспорное первенство в 2005 году. Телеканал специализируется на создании известных в мире талант-шоу, в частности The X Factor, Танцы со звездами и других.
В 2016 году по итогам первого в Греции международного тендера по лицензированию телевещания Тодорис Кириаку купил для канала лицензию за 75,9 миллиона евро.

## ANT Group
В ANT Group (Όμιλος Αntenna) входят

### Основные телеканалы
- ΑΝΤ1 - информационно-развлекательный канал
- Μακεδονία TV - региональный информационно-развлекательный канал Македонии
- ΑΝΤ1 Κύπρου - международный информационно-развлекательный канал для Кипра

### Международные телеканалы
- ANT1 World (осуществляется через искусственный спутник Hellas Sat 2) - международный информационно-развлекательный канал
  - ΑΝΤ1 Europe
  - ΑΝΤ1 Pacific
  - ΑΝΤ1 Satellite (Северная Америка)

### Радиостанции
- Easy 97.2 - информационно-развлекательная радиостанция
  - ANT1 Γρεβενών
  - ANT1 Κέρκυρας
  - Antenna Πάτρας
  - Ράδιο Καρπενήσι
  - Ράδιο Θεσπρωτία 97.1
  - Ελεύθερη 93.9 FM (Ликсури)
  - Ράδιο Φάρος
  - Ράδιο Καρυά 96.7
  - Ζυγός FM Stereo
  - EASY 93,2 Κρήτης
  - Όραμα FM 101.7
  - Art FM 103.1 Radio
- Ρυθμός 94.9 - развлекательно-информационная радиостанция
- Easy 97.5 - региональная информационно-развлекательная радиостанция Македонии
- Ρυθμός 104 - региональная развлекательно-информационная радиостанция Македонии
- ANT1 FM 102.7 - международная информационно-развлекательная радиостанция для Кипра
- ANT1 FM 103.7 - международная развлекательно-информационная радиостанция для Кипра